# 줄리어스 베어 그룹

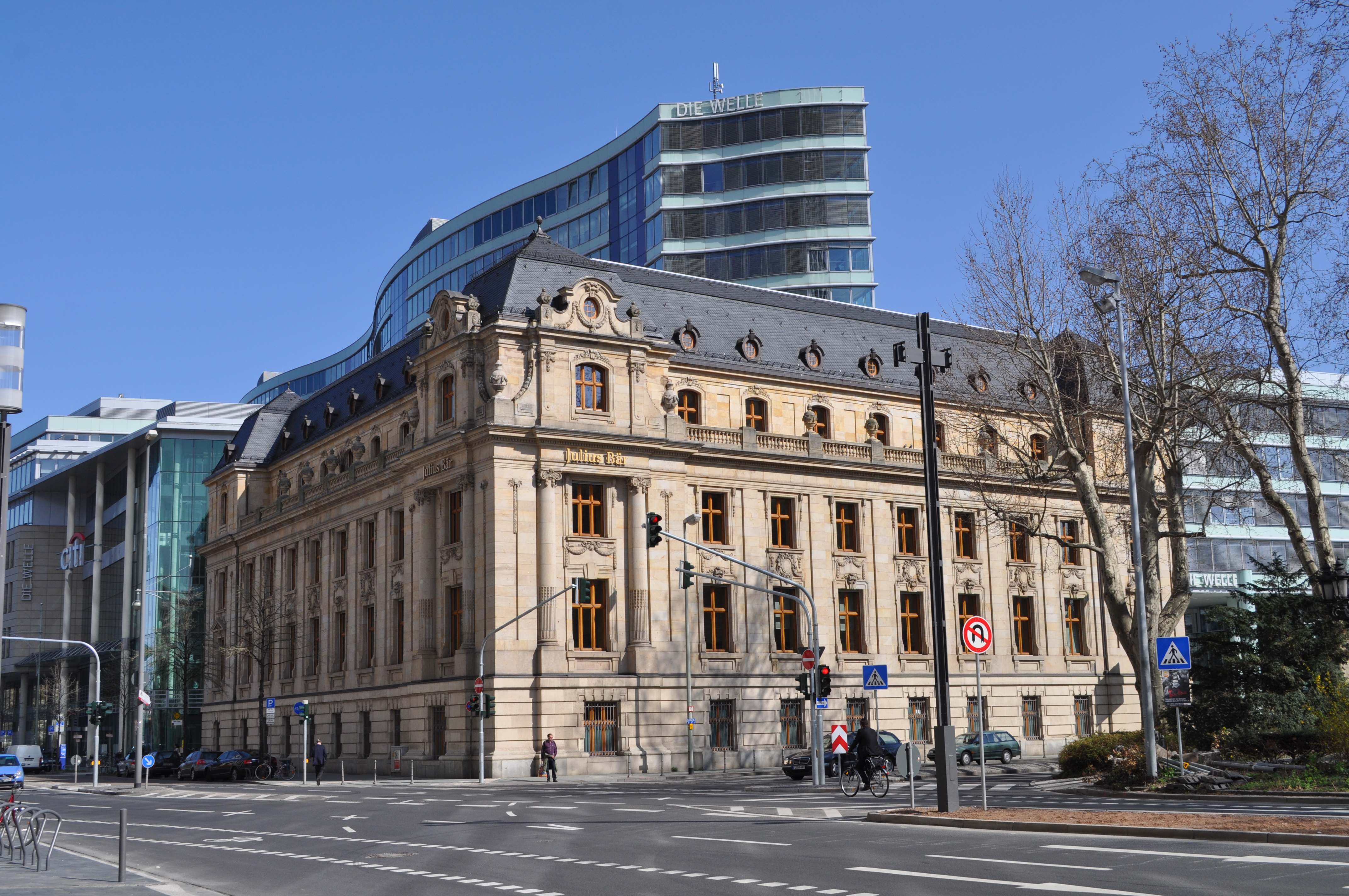
프랑크푸르트암마인의 줄리어스 베어 그룹 사무소

줄리어스 베어 그룹(Julius Baer Group)은 스위스에서 설립되고 스위스에 위치한 프라이빗 뱅킹 코퍼레이션이다. 본사는 취리히에 있으며 스위스의 오래된 은행 기관들 중 한 곳이다. 관리되는 자산 부문에서 줄리어스 베어는 UBS와 크레디트 스위스에 이어 3위를 차지하는 스위스 은행이며 최대의 집중투자 프라이빗 뱅크이다.
이 그룹은 전 세계의 개인 고객들을 위한 자산을 관리한다.

## 같이 보기
- 스위스 은행